# La Bastide-l'Évêque
Pour les articles homonymes, voir Bastide et L'Évêque.
La Bastide-l'Évêque, (on rencontre parfois La Bastide de l'Évêque ; en occitan, La Bastida de l'Evesque) est une ancienne commune française située dans le département de l'Aveyron, en région Occitanie, devenue, le 1er janvier 2016, une commune déléguée de la commune nouvelle du Bas-Ségala.

## Géographie

### Site
La commune est délimitée au Nord par la rivière Aveyron et au Sud par la route départementale 911. Terre de granite et de schiste principalement, la commune se trouve au tout début du Ségala aveyronnais lorsque l'on passe la faille de Villefranche-de-Rouergue en direction de Rodez.

### Hameaux

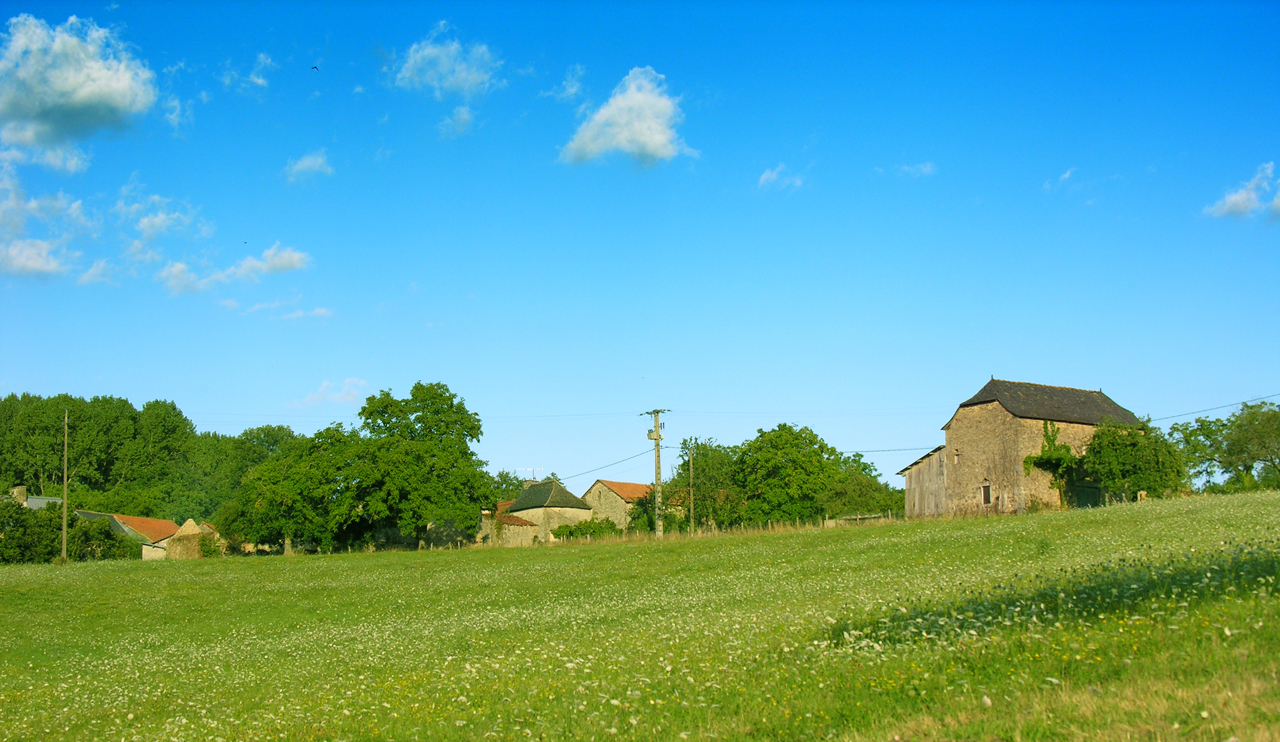
Le Rieu, hameau de La Bastide-l'Évêque.

- Cabanes, avec l'église Saint-Barthélémy reconstruite en 1836 sur une ancienne église dédiée à Saint-Symphorien.
- Cadour.
- Le Cayla, avec un pont gallo-romain sur la rivière Aveyron permettant la traversée de l'antique voie romaine utilisée pour le transport du minerai extrait des mines de la vallée.
- Le Rieu,
- Requista, avec un château construit à partir de 1630 par la famille de Patras dont le blason sur la porte d'accès.
- Teulières, avec une église construite après 1843 et contenant deux retables anciens.

On compte quatre paroisses sur cette commune : La Bastide l'Évêque, Teulières, Cabanes et Cadour. Il s'agit là du nom des principaux villages auxquels se rajoutent de très nombreux hameaux plus ou moins gros.

## Histoire

### Moyen Âge
Fondée en 1280 par l'évêque Raymond de Calmont, La Bastide-l'Évêque est une des cinq bastides du Rouergue occidental, avec Najac, Sauveterre-de-Rouergue, Villeneuve d'Aveyron et Villefranche-de-Rouergue. Il s'agirait d'une fondation de l'Évêque de Rodez sur les dépouilles des Morlhon, faidits, pour contrer la bastide comtale de Vilafranca (Villefranche-de-Rouergue) afin de limiter son peuplement, son rayonnement et son essor. L'évêque lui octroya une charte en 1280. Ce fut cependant un échec politique et la bastide demeura un village.
Au XIVe siècle, l'activité minière était très importante, 13 moulins appelés « martinets » étaient exploités dans la vallée du Lézert ; ils étaient utilisés pour fondre le cuivre et ébaucher des chaudrons. L'activité continua jusqu'à la fin du XIXe siècle et s'éteignit faute de rentabilité.
Cabanes était un fief de l'ordre de Saint-Jean de Jérusalem tout comme celui de La Selve. En 1250, l'évêque de Rodez procède à un échange avec les Hospitaliers et leur cède en contre-partie ceux de Hauteserre, Rulhe et Abirac.

## Politique et administration
| Période                                  | Période  | Identité              | Étiquette | Qualité  |
| ---------------------------------------- | -------- | --------------------- | --------- | -------- |
| Les données manquantes sont à compléter. |          |                       |           |          |
| avant 1995                               | 2008     | André Darres          | DVD       |          |
| 2008                                     | En cours | Jean-Eudes Le Meignen | SE        | Retraité |

## Démographie
L'évolution du nombre d'habitants est connue à travers les recensements de la population effectués dans la commune depuis 1793. À partir du 1er janvier 2009, les populations légales des communes sont publiées annuellement dans le cadre d'un recensement qui repose désormais sur une collecte d'information annuelle, concernant successivement tous les territoires communaux au cours d'une période de cinq ans. 
Pour les communes de moins de 10 000 habitants, une enquête de recensement portant sur toute la population est réalisée tous les cinq ans, les populations légales des années intermédiaires étant quant à elles estimées par interpolation ou extrapolation. Pour la commune, le premier recensement exhaustif entrant dans le cadre du nouveau dispositif a été réalisé en 2006,.
En 2013, la commune comptait 820 habitants, en évolution de +0,37 % par rapport à 2008 (Aveyron : +0,58 %, France hors Mayotte : +2,49 %).
| 1793 | 1800 | 1806  | 1821  | 1831  | 1836  | 1841  | 1846  | 1851  |
| ---- | ---- | ----- | ----- | ----- | ----- | ----- | ----- | ----- |
| 260  | 368  | 2 316 | 2 618 | 2 899 | 2 995 | 2 931 | 3 433 | 3 433 |

| 1856  | 1861  | 1866  | 1872  | 1876  | 1881  | 1886  | 1891  | 1896  |
| ----- | ----- | ----- | ----- | ----- | ----- | ----- | ----- | ----- |
| 3 314 | 3 355 | 2 507 | 2 559 | 2 531 | 2 560 | 2 559 | 2 380 | 2 287 |

| 1901  | 1906  | 1911  | 1921  | 1926  | 1931  | 1936  | 1946  | 1954  |
| ----- | ----- | ----- | ----- | ----- | ----- | ----- | ----- | ----- |
| 2 362 | 2 074 | 2 062 | 1 596 | 1 593 | 1 546 | 1 518 | 1 408 | 1 318 |

| 1962  | 1968  | 1975 | 1982 | 1990 | 1999 | 2006 | 2011 | 2013 |
| ----- | ----- | ---- | ---- | ---- | ---- | ---- | ---- | ---- |
| 1 223 | 1 132 | 964  | 982  | 921  | 882  | 834  | 822  | 820  |

## Économie
La commune est essentiellement rurale, on y trouve donc de nombreuses exploitations agricoles dont l'activité varie entre l'élevage bovin viande ou bovin lait mais également ovin. De nombreux artisans résident ou travaillent dans la commune de La Bastide. Un certain nombre d'habitants ont choisi simplement de s'y installer mais exercent leur activité professionnelle dans les agglomérations voisines comme Villefranche-de-Rouergue ou Rieupeyroux.

## Lieux et monuments

### La Bastide L'Évêque

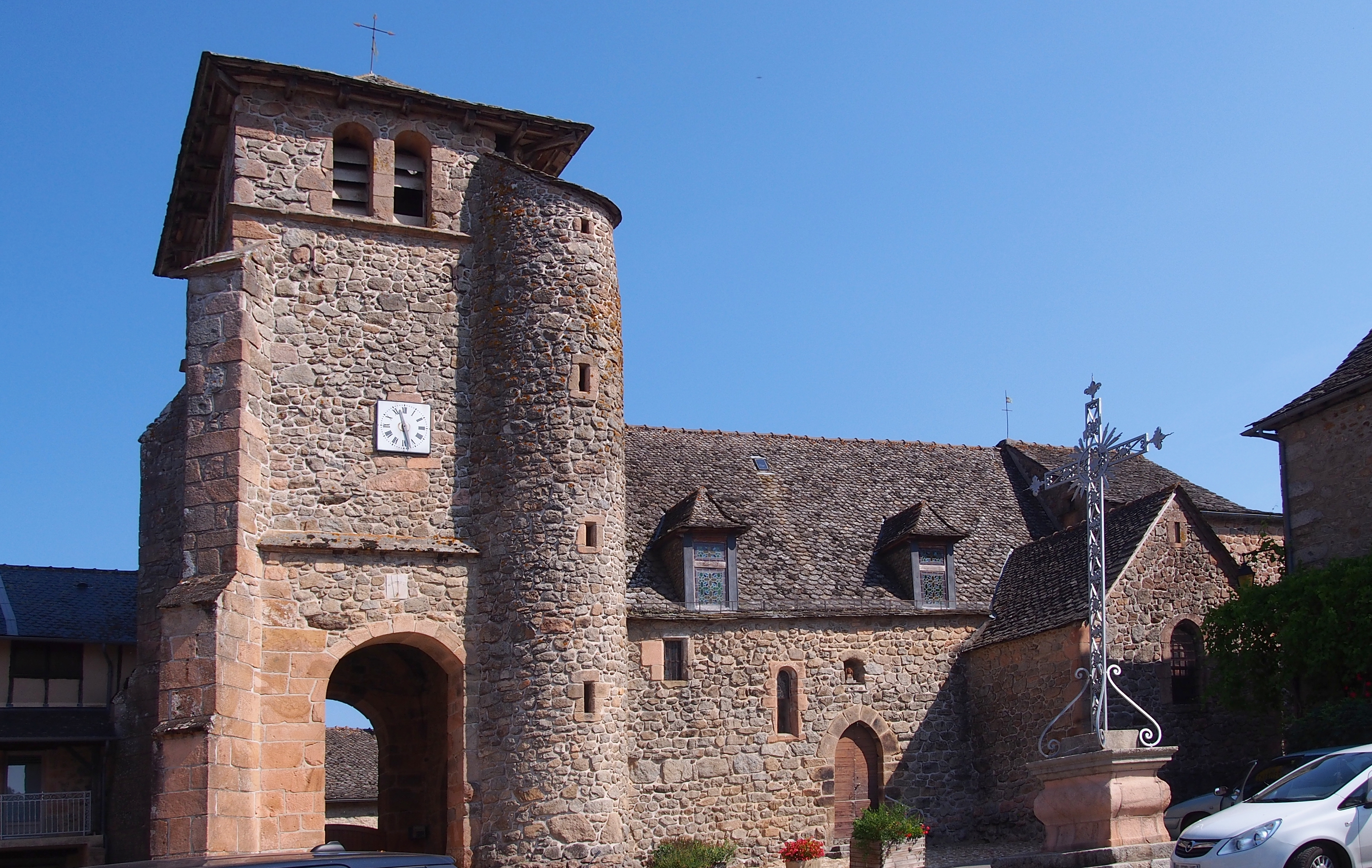
L'église Saint-Jean-Baptiste.

- L'église romane Saint-Jean-Baptiste des XIIIe et XIVe siècles avec un imposant clocher porche,
- Le pont gallo-romain du Cayla,
- La tour du Cayla.

### Cabanes
- Le château de Réquista  Inscrit MH (1978)[7] des XVIe et XVIIe siècles.
- Le château de Villelongue, ancien fief qui appartenait à la famille Adhémar de Monteil, puis à la famille de Raffin.
- L'église Saint-Barthélemy, ex église Saint-Symphorien, date de 1836.
- Les Martinets du Lézert, dont le Martinet de la Ramonde.

Château de Réquista
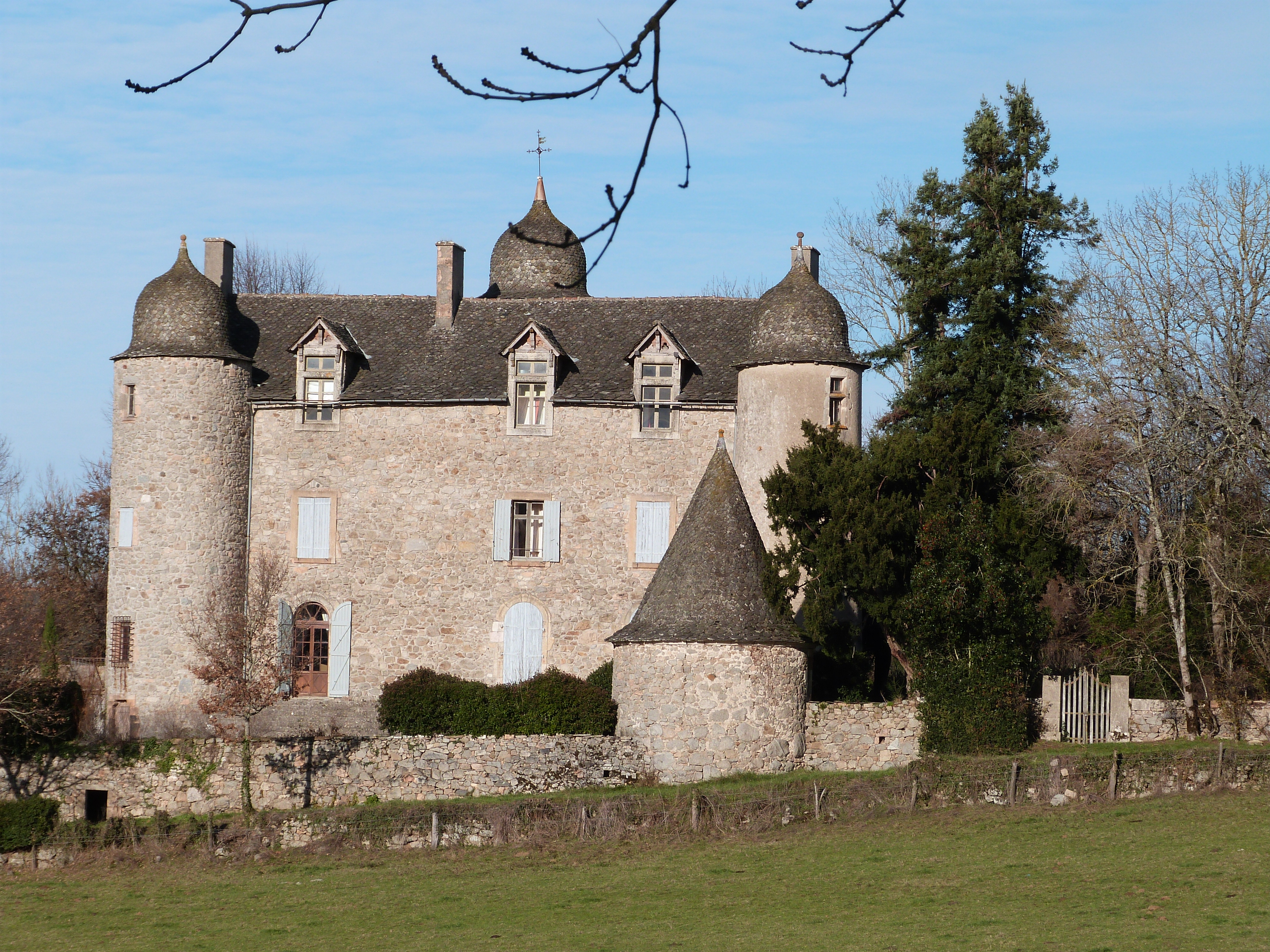
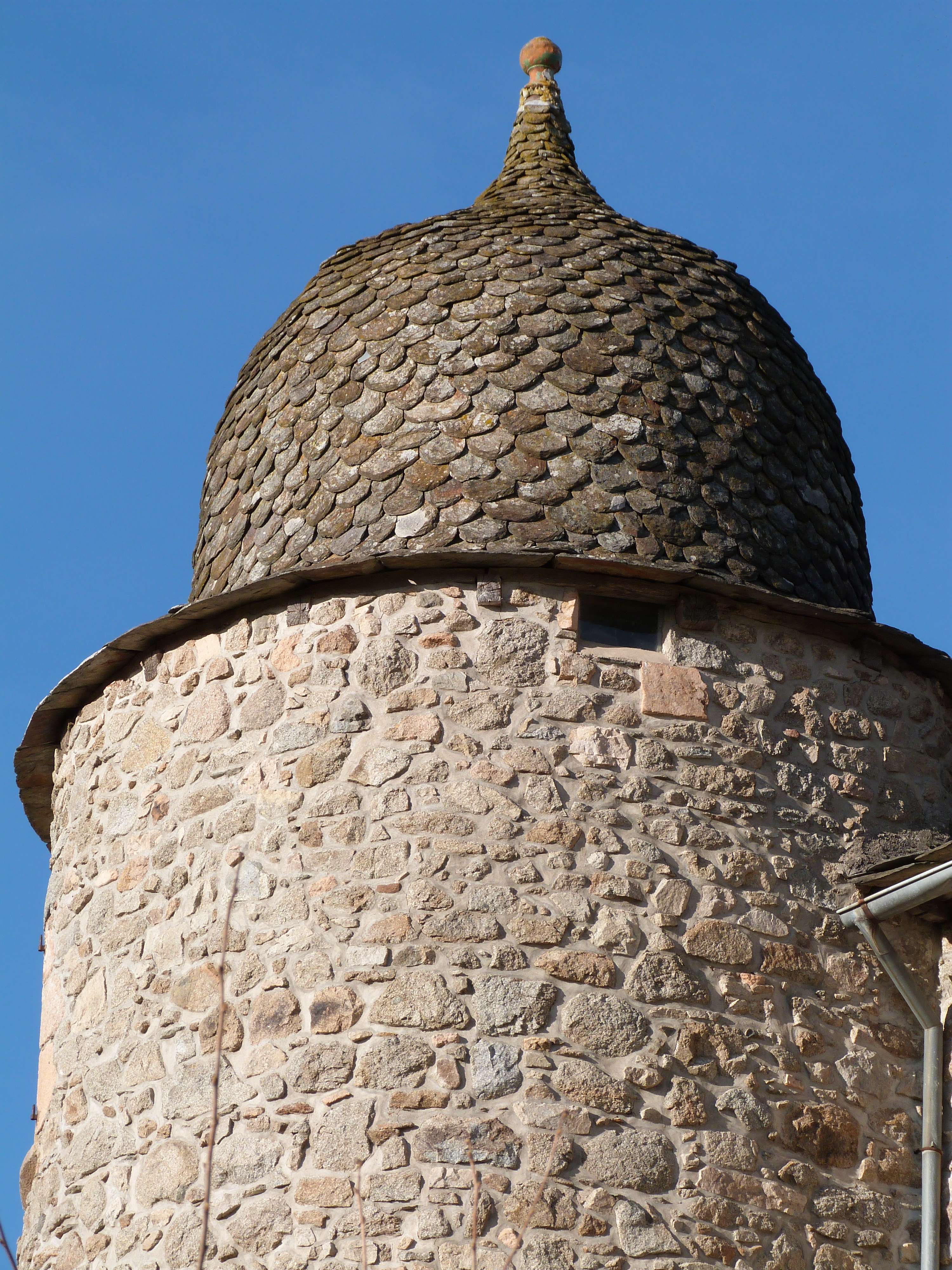
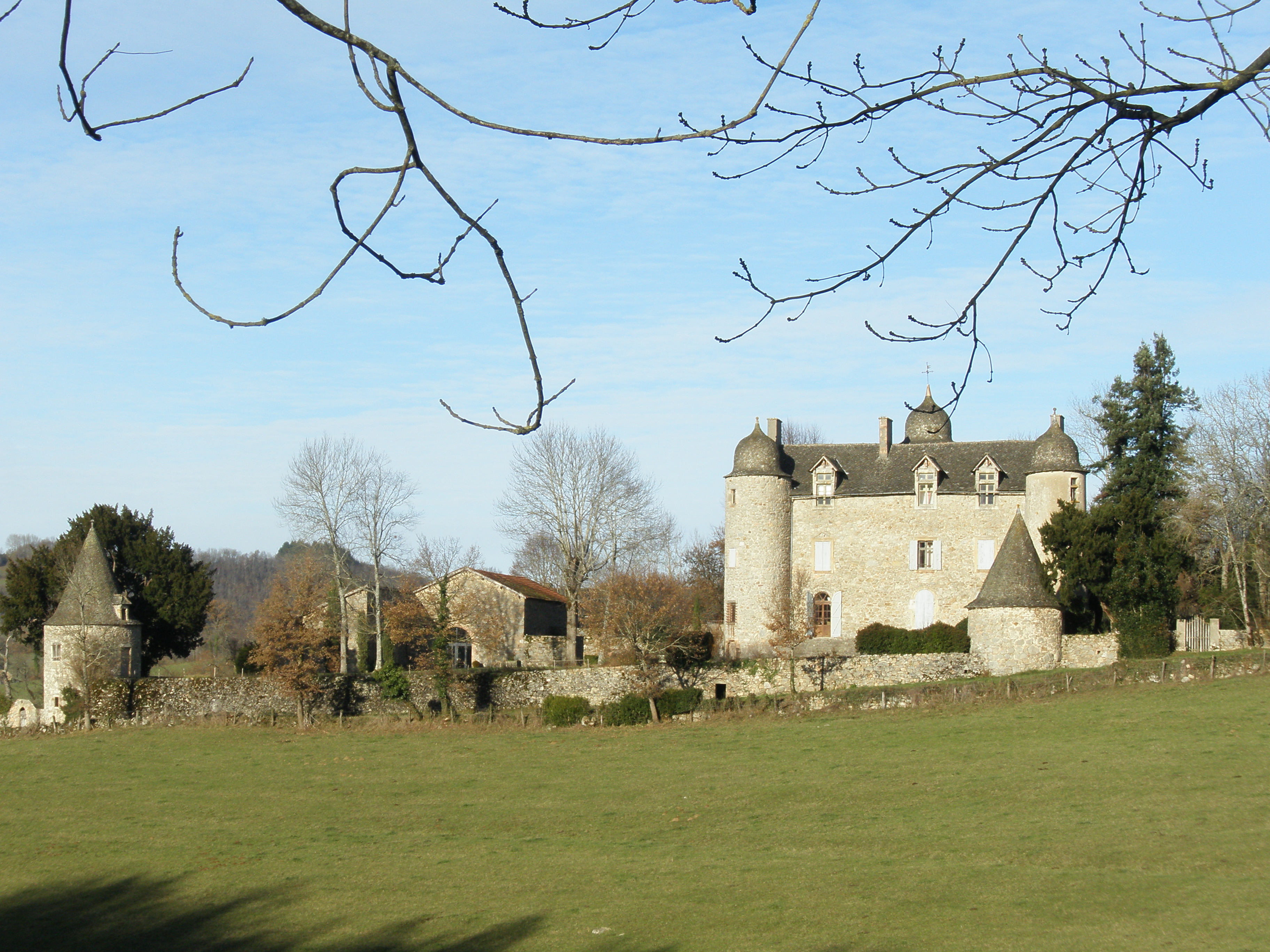

Martinet de la Ramonde
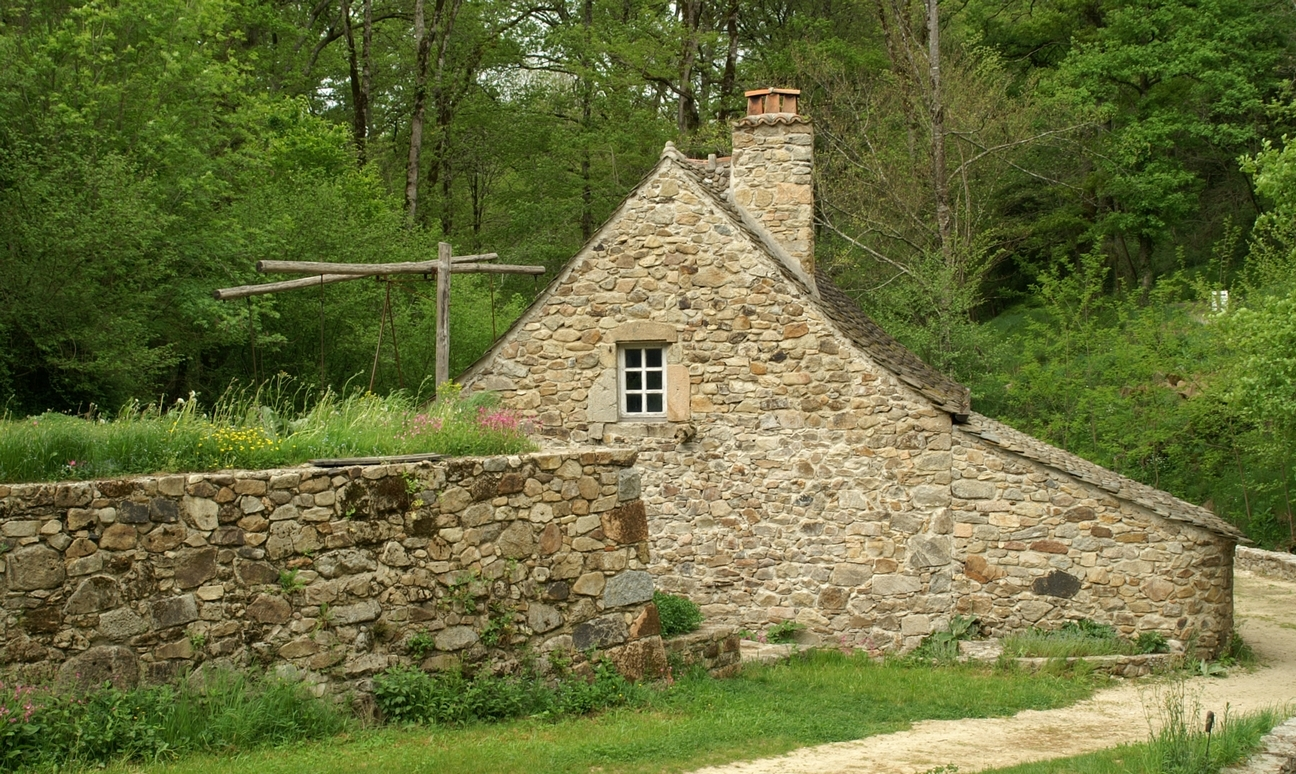
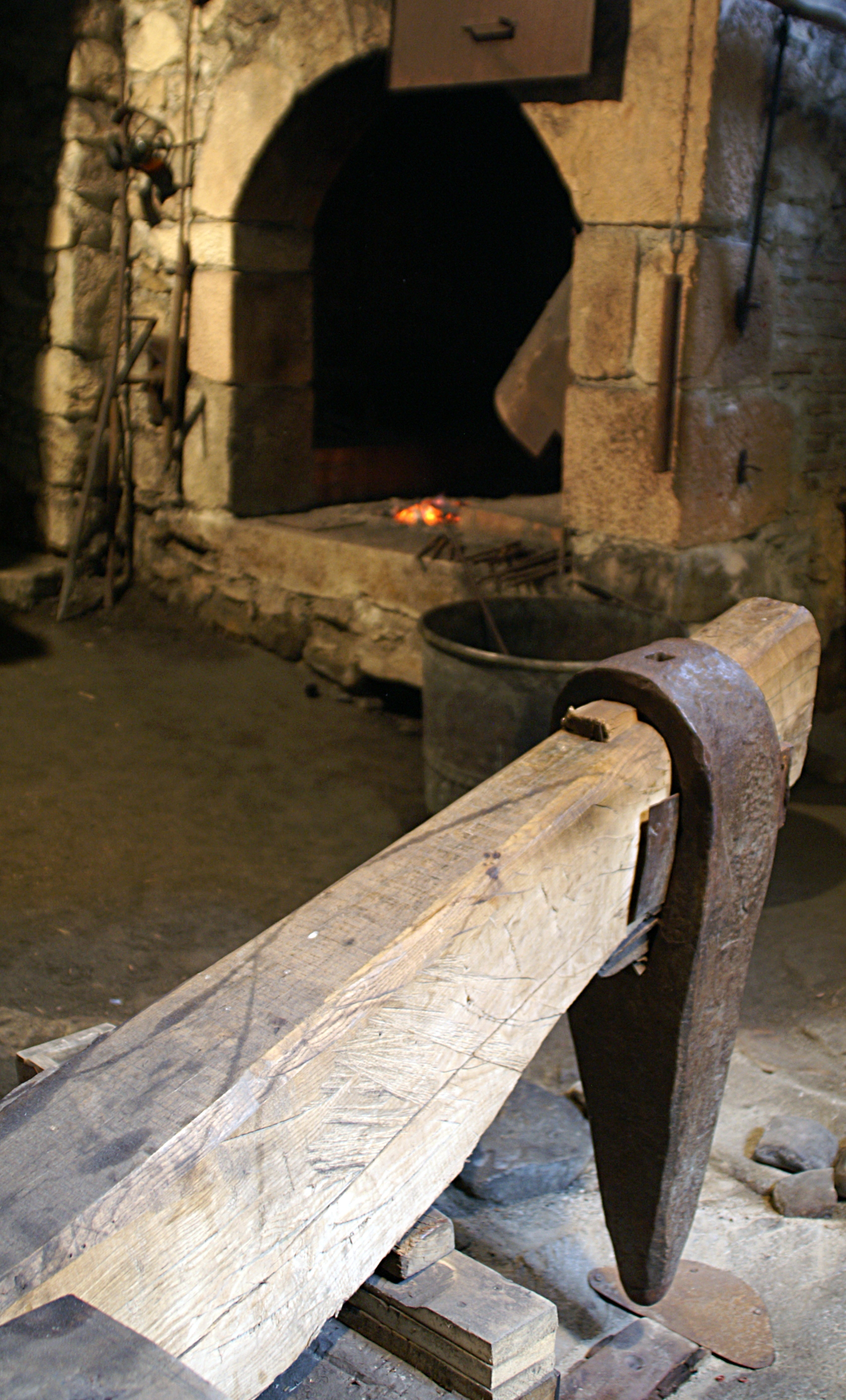

### Personnalités liées à la commune
- Pierre Poujade (1920-2003), homme politique d'extrême-droite, mort et inhumé à La Bastide-l'Évêque.

### Héraldique
| Blason de la commune de La Bastide-l'Évêque | Les armes de la commune de La Bastide-l'Évêque se blasonnent ainsi : D’azur à la crosse épiscopale contournée d’or accostée en chef des chiffres 12 à dextre et 80 à senestre du même, au lion d’argent brochant sur le fût de la crosse. |